# Festival di Castrocaro 2017
La sessantesima edizione del Festival di Castrocaro si è svolta a Castrocaro Terme e Terra del Sole il 26 agosto 2017, presentata da Rossella Brescia e Marco Liorni con la partecipazione di Sergio Friscia.
I dodici cantanti partecipanti, accompagnati da un'orchestra diretta dal maestro Stefano Palatresi, hanno gareggiato nella prima fase eliminatoria eseguendo delle cover di celebri cantanti italiani; di loro, solo gli otto finalisti hanno poi eseguito un brano inedito ciascuno.
Vincitore dell'edizione Luigi Salvaggio con il brano Il silenzio delle stelle, che si è aggiudicato di diritto la partecipazione alle selezioni della sezione "Nuove Proposte" del Festival di Sanremo 2018.

## Giuria
- Claudio Cecchetto (presidente di giuria)
- Giò Di Tonno
- Silvia Mezzanotte
- Fio Zanotti

## Ospiti
- Ivana Spagna

## Ascolti
| Messa in onda  | Telespettatori | Share  |
| -------------- | -------------- | ------ |
| 26 agosto 2017 | 1.663.000      | 11,69% |